# Robinsøkket
Koordinaten: 73° 40′ S, 0° 45′ W
Robinsøkket (norwegisch) ist eine von Eis überdeckte Depression im ostantarktischen Königin-Maud-Land. Sie liegt südöstlich der Neumayersteilwand am nordöstlichen Ende der Kirwanveggen.
Wissenschaftler des Norwegischen Polarinstituts benannten sie 1961. Namensgeber ist der australische Physiker Gordon de Quetteville Robin (1921–2004), Teilnehmer der Norwegisch-Britisch-Schwedischen Antarktisexpedition (1949–1952).